# トーマス・L・ショート
トーマス・ロイド・ショート（英: Thomas Lloyd Short、1940年 - ）は科学哲学、目的論、記号論、概念変化について著述を行っている哲学者で、チャールズ・サンダース・パースの哲学を専門とする。

## 著作
- Short, Thomas L. "Divergent Sources of Conservatism", Modern Age 44:1, winter 2002. First Things Eprint.
- Short, Thomas L. 2007. Peirce's theory of signs. Cambridge: Cambridge University Press.